# サン・ジュスト・カナヴェーゼ
サン・ジュスト・カナヴェーゼ（伊: San Giusto Canavese）は、イタリア共和国ピエモンテ州トリノ県にある、人口約3,300人の基礎自治体（コムーネ）。

## 地理

### 位置・広がり

#### 隣接コムーネ
隣接するコムーネは以下の通り。
- ボスコネーロ
- フェレット
- フォリッツォ
- サン・ジョルジョ・カナヴェーゼ